# 世界恐慌

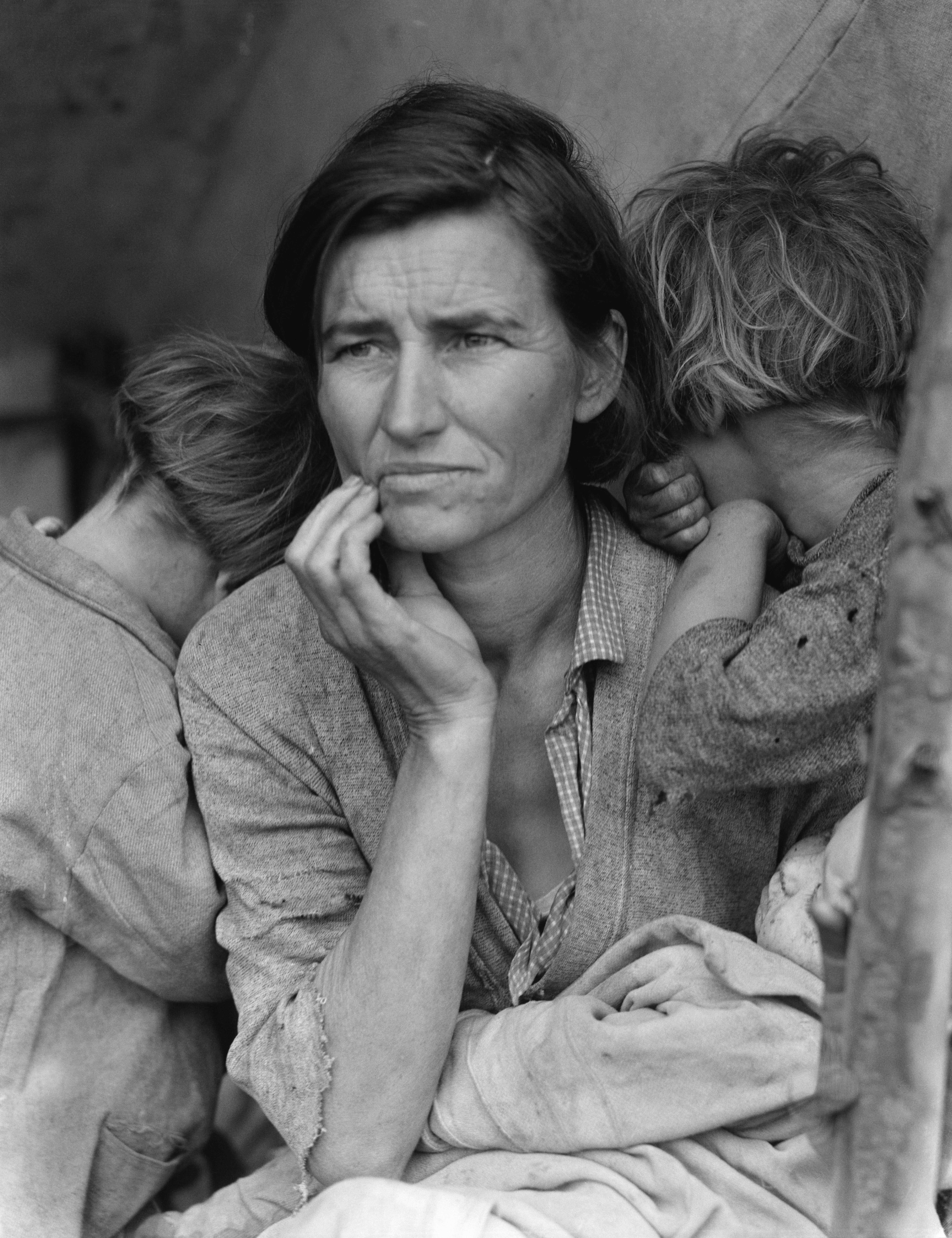
1936年3月にドロシア・ラングがFSAプロジェクトの一環としてカリフォルニアにおいて撮影した『移民の母』。7人の子供を抱えて極貧生活を送っていたこの32歳の母親は、後年にフローレンス・オーウェンズ・トンプソンと判明した。

1910年から1960年までの米国の年間実質GDP（世界恐慌（1929年～1939年）をハイライト表示

1910-60年のアメリカの失業率、世界恐慌（1929-39年）の年をハイライト表示

世界恐慌／大恐慌（せかいきょうこう／だいきょうこう、英: The Great Depression）は、1930年代にアメリカを皮切りに世界的に起こった深刻な経済恐慌である。世界恐慌の時期は国によって異なるが、ほとんどの国では1929年に始まり、1930年代後半まで続いた。この恐慌は20世紀の中で最も長く深く広範な不況であった。世界恐慌により日本国内で起きた不況を昭和恐慌という。世界恐慌は、世界経済がいかに激しく衰退するかの例として一般的に使われている。

## 概要
1929年9月4日頃から始まったアメリカの株価の大暴落に端を発し、1929年10月24日の株式市場の暴落（通称暗黒の木曜日）で世界的にニュースになった。1929年から1932年の間に、世界の国内総生産（GDP）は推定15%減少した。それに比べて、2008年から2009年にかけての大不況（英: Great Recession）期では世界のGDP減少は1%未満であった。一部の経済は1930年代半ばまでに回復し始めた。しかし、多くの国では、世界恐慌の悪影響は第二次世界大戦が終結するまで続いた。
世界恐慌は、豊かな国と貧しい国の両方に壊滅的な影響を与えた。個人所得、税収、利益、物価は下落し、国際貿易は50%以上減少した。アメリカの失業率は23%に上昇し、一部の国では33%にまで上昇した。
世界中の都市、特に重工業に依存している都市は大きな打撃を受けた。多くの国で建設が事実上停止された。農村地域は、農作物の価格が約65%下落したために苦しんだ。鉱業や伐採などの第一次産業に依存している地域が最も被害を受けたのであった。

## 世界恐慌以前の世界情勢

### アメリカの好景気と投機ブーム

ダウ平均株価の指数を表すグラフ

1920年代、アメリカは住宅と耐久消費財の需要を背景として、空前の好況にあった。これらの需要は1927年にピークを迎えたが、1924年以降流入した投資資金によって株価は上昇を続け、ダウ平均株価は1924-29年の5年間で5倍に高騰した。
この時期の投機熱を象徴するものの一つに、中小投資家の増加がある。複数の小規模資金をまとめて大口化できる投資信託という仕組みは、それまでよりも広い層の人々を投資の世界に呼び込んだ。
また、1920年代半ばの、フロリダの不動産バブルもその一つである。気候の良いリゾート地であるフロリダの地価上昇に伴い、人が住むには適さない土地までが取引され、さらに値上がりは続いていった。なお、この土地バブルは1926年のハリケーン上陸で崩壊したが、ニューヨークの株価に与えた影響は限定的だった。

### アメリカとヨーロッパとの関係
第一次世界大戦を通して、アメリカは連合国に多額の貸付を行い、貿易額の黒字も相まって、純債務国から純債権国に転じていた。また、1920年代もアメリカはヨーロッパへの投資を拡大しており、主要な資金提供国となっていた。1927年、合衆国での新外国普通株発行額はおよそ183億ドルであったが、翌年688億ドルに跳ねあがっている。しかし、アメリカのバブルによる国内利回りの上昇の影響により、資本流出は減少し、新外国普通株の発行額は1929年には50億ドル強に落ち込んでしまう。
なお、1927年のジュネーブで行われた世界経済会議では、恐慌に備えて商業・工業・農業に関する多くの決議が審議・採択されている。商業では関税引き下げ、工業ではコストダウン目的の産業国有化、独占禁止と生産調整の国際協定、農業では方法の改良と資金の貸付について議論された。しかし、決議そのものは各国議会から無視されてしまっていた。

## 1929年10月
1929年6月からヤング案成立に向けてハーグで国際会議がスタートした。
1929年7月30日の報道によると、ニコライ2世の親族らが、保有する財産600万ドルを返還させるためにアメリカ中の銀行を訴える構えだという。他にもロシア貴族について何人もの遺族たちが、総額で1億ドルほどを保有し、返還を請求しているという見出しであった。記事によると請求されている資産のうち、およそ500万ドルがギャランティ・トラスト・カンパニーに、また100万ドルがナショナル・シティー銀行に、ロシア革命のときから不法に預けられているものである。
1929年8月9日、連邦準備制度は公定歩合（政策金利）を6%に引き上げた。
1929年9月3日、ダウ平均株価は381ドル17セントという当時のピーク価格をヒットした。市場はこの時から調整局面を迎え、続く1か月間で17%下落したのち、次の1週間で下落分の半分強ほど持ち直し、その直後にまた上昇分が下落するという神経質な動きを見せた。それでも投機熱は収まらず、のちにジョセフ・P・ケネディは、ウォール街の有名な靴磨きの少年が、投資を薦めたことから不況に入る日は近いと予測し、暴落前に株式投資から手を引いたと述べた。
1929年9月26日、イングランド銀行が金利を引き上げ、アメリカの資金がイギリスへ流れた。

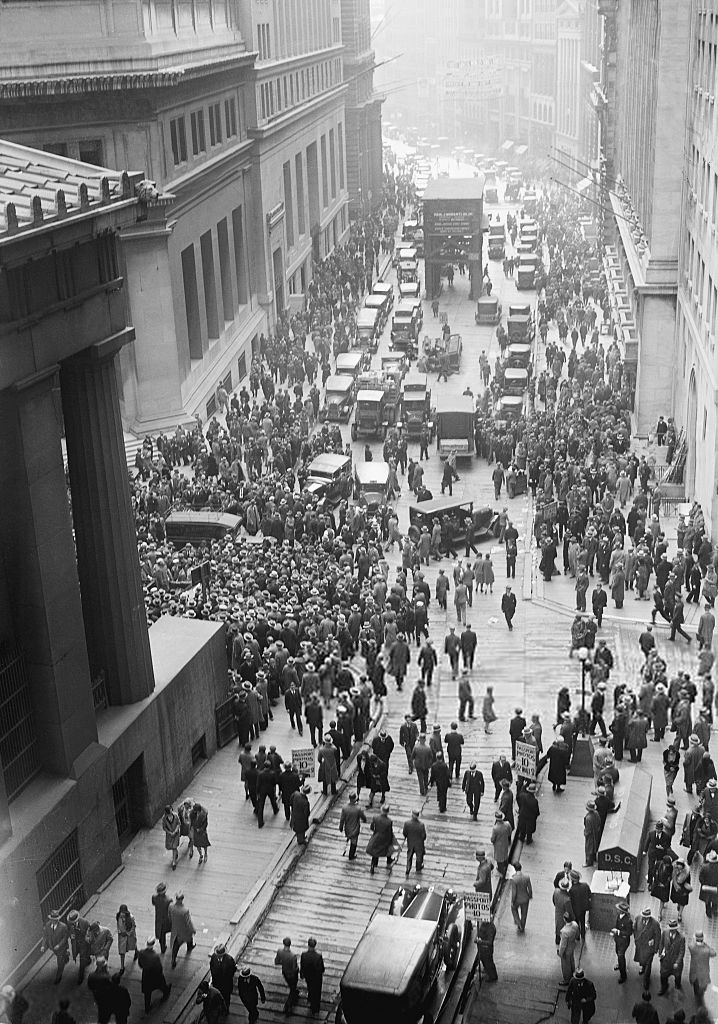
ニューヨーク・ウォール街の群衆

そのような状況の下1929年10月24日（木曜日）10時25分、ゼネラルモーターズの株価が80セント下落した。下落直後の寄り付きは平穏だったが、間もなく売りが膨らみ株式市場は11時頃までに売り一色となり、株価は大暴落した。この日だけで1289万4650株が売りに出た。ウォール街周囲は不穏な空気に包まれ、400名の警官隊が出動して警戒にあたらなければならなかった。
シカゴとバッファローの市場は閉鎖され、投機業者で自殺した者はこの日だけで11人に及んだ。この日は木曜日だったため、後にこの日は「暗黒の木曜日（Black Thursday）」と呼ばれた。翌25日（金曜日）の13時、ウォール街の大手株仲買人と銀行家たちが協議し、買い支えを行うことで合意した。このニュースでその日の相場は平静を取り戻したが、効果は一時的なものだった。
週末に全米の新聞が暴落を大々的に報じたこともあり、28日には921万2800株の出来高でダウ平均が1日で13%下がるという暴落が起こり、さらに10月29日、24日以上の大暴落が発生した。この日は取引開始直後から急落を起こした。最初の30分間で325万9800株が売られ、午後の取引開始早々には市場を閉鎖する事態となった。当日の出来高は1638万3700株に達し、株価は平均43ポイント下がり、9月の約半分になった。1日で時価総額140億ドルが消し飛び、週間では300億ドルが失われた計算になった。
10月29日（火曜日）は後に「悲劇の火曜日（英語: Tragedy Tuesday）」と呼ばれた。投資家はパニックに陥り、株の損失を埋めるため様々な地域・分野から資金を引き上げ始めた。1928年アメリカ市場の投信株の取引高は1万株しかなかったが、翌年に11万株を超えた。そして、アメリカ合衆国の経済への依存を深めていた脆弱な各国経済も、連鎖的に破綻することになる。
過剰生産による、アメリカ工業セクターの設備投資縮小に始まった不況に金融恐慌が拍車をかけ、強烈な景気後退が引き起こされた。産業革命以後、工業国では10年に1度のペースで恐慌が発生していた。しかし1930年代における世界恐慌は規模と影響範囲が絶大で、自律的な回復の目処が立たないほど困難であった。
世界恐慌におけるダウ平均株価の天井と大底は、1929年9月3日の381.17ドルから約34ヶ月後の1932年7月8日に41.22ドルに下落し、下落率は-89.2%であった。

## 証券パニックから世界恐慌へ
1930年9月、国際連盟の金委員会による報告書が公表された。
1930年10月、ブラジルでカフェ・コン・レイテに対する暴動とクーデターが起こり、ヴァルガス時代が到来した。
1930年12月、フランス植民地金融社Société financière française et coloniale（SFFC）が倒産の危機に瀕した。政府、インドシナ銀行、ラザール・フレール、それにベルギー総合会社が育てたユニオン・パリジェンヌ、そしてオリエンタル・バンクをセイロンで苦しめた200家族のウォルムズ銀行が救済融資に動いた。フランス植民地金融社は1920年にオクタヴ・オンベルグ（1876-1941）とラザール・フレールが作った。これの子会社には太平洋戦争勃発2週間ほど前、デュポン、BPEREで2016年を騒がせているエドモン・ロチルド、そしてヴァレリー・ジスカール・デスタンの父親エドモンが参加した。1949年末にフランス植民地金融社はSociété financière pour la France et les pays d'Outre-Mer（SOFFO）と名を変えて、アフリカのフラン基軸通貨圏におけるインドシナ銀行系列の基金として活動した。
1931年1月、ボリビアがデフォルトした。そして他の南米諸国も次々と債務不履行に陥った。
同年5月11日、オーストリアの大銀行クレジットアンシュタルトが破綻した。この銀行は1855年にロスチャイルド男爵により設立された。クレジットアンシュタルトは株価暴落に伴う信用収縮の中で突然閉鎖したという。東欧諸国の輸出が激減し経常収支が赤字となり、旧オーストリア帝国領への融資が焦げ付いたこと、加えて政府による救済措置が適切に行われなかったことが破綻の原因となった。3月の独墺関税同盟の暴露に対するフランスの経済制裁により、オーストリア経済は弱体化していた。
クレジットアンシュタルトの破綻を契機として、5月にドイツ第2位の大銀行・ダナート銀行（「ダルムシュテッター・ウント・ナティオナール」）が倒産し、7月13日にダナート銀行が閉鎖すると、大統領令でドイツの全銀行が8月5日まで閉鎖された。ドイツでは金融危機が起こり、結果多くの企業が倒産し、影響はドイツ国内にとどまらず東欧諸国、世界に及んだ。金本位制の元で、経済危機はそのまま経済の根幹を受け持つ正貨（金）の流出につながる。7月のドイツからの流出は10億マルク、イギリスからの流出は3000万ポンドだった。さらに数千万ポンドを失ったイングランド銀行は1931年9月11日金本位制を停止し、第一次世界大戦後の復興でやっと金本位制に復帰したばかりの各国に衝撃を与えた。イギリスは自国産業保護のため輸入関税を引き上げ、チープマネー政策を採用した。ポンド相場は$4.86から$3.49に引き下げられた。ブロック経済政策は世界中に波及し、第二次世界大戦の素地を作った。
一般的には米国の株価暴落がそのまま世界恐慌につながったとされている。しかし、ベン・バーナンキをはじめとする経済学者は異なる見解を示している。以下枠内が内容であり、その事実認識は国際連盟からの報告に依拠している。
1929年のウォール街の暴落は米国経済に大きな打撃を与えた。しかし当時は株式市場の役割が小さかったために被害の多くはアメリカ国内にとどまっており、当時の米国経済は循環的不況に耐えてきた実績もあった。不況が世界恐慌に繋がったのは、その後銀行倒産の連続による金融システムの停止に、連邦準備制度理事会（FRB）の金融政策の誤りが重なったためであった。（中略）暴落の後、米国には金が流入していたが、FRBはこれを不胎化させ、国内のマネーサプライの増大とは結び付けようとしなかった。これにより米国では金が流入しているにもかかわらずマネーサプライが減少し続けた。その為金本位制をとる各国は金の流出を抑えるために金利を引き上げざるを得なかった。こうした国々はマネーサプライを増やすことができずに次々と不況に陥った。特に金本位制を取っていたドイツやオーストリアや東欧諸国は十分な金準備を持たず、また第一次世界大戦とその後のインフレにより金融システムが極めて脆弱な状態であった。そのため、米国やフランスへの金流出により金準備が底をついてしまい、金融危機が発生した。
当時の米国大統領、ハーバート・フーヴァーの「株価暴落は経済のしっぽであり、ファンダメンタルズが健全で生産活動がしっかり行われている（ので大丈夫）」という発言は、一定程度真実であったが時遅く救いにはならなかった。

## アメリカの経済政策

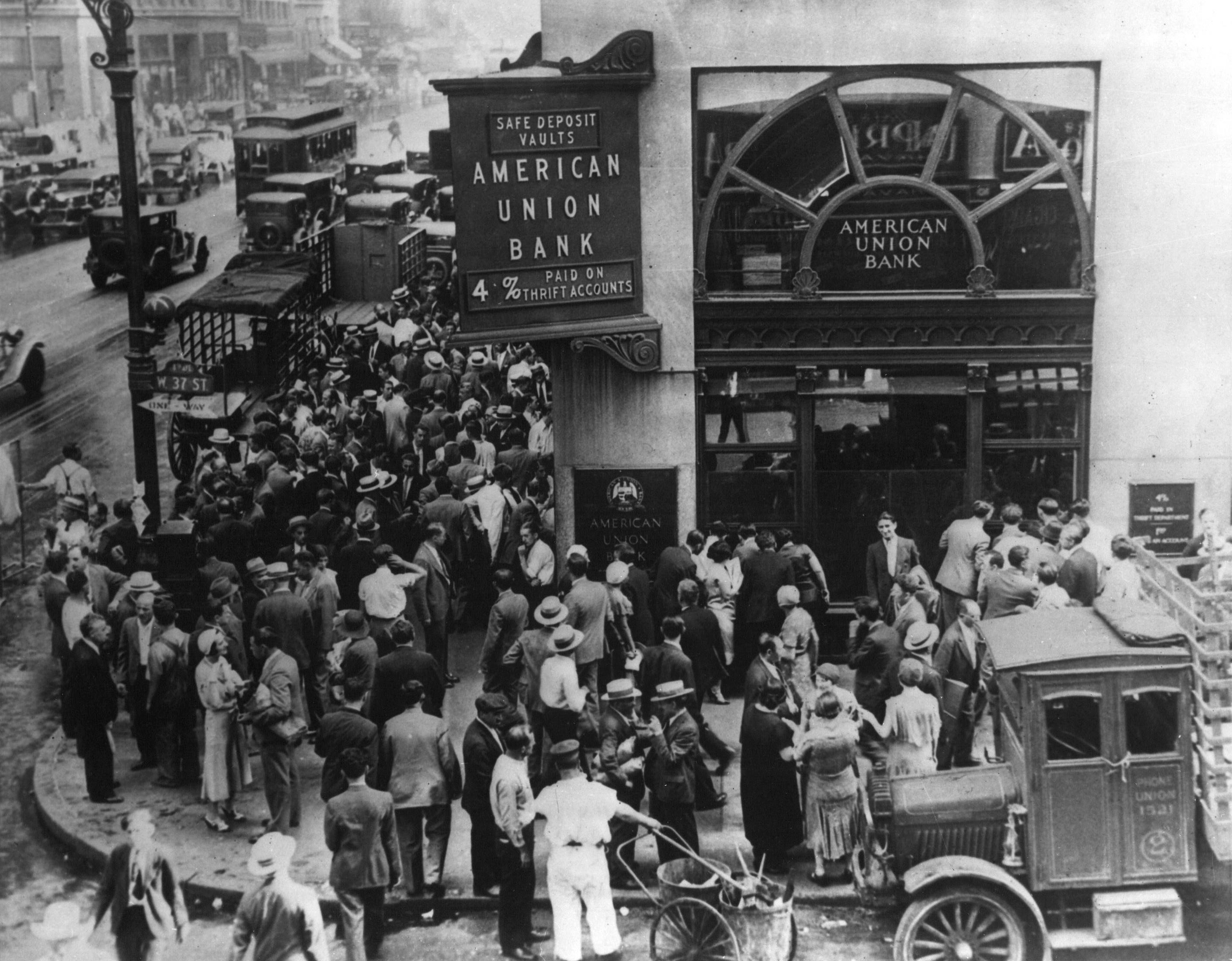
世界恐慌初期の取り付け騒ぎ時にニューヨークのアメリカ連合銀行に集まった群衆

### 古典派経済学とペコラ委員会
共和党のフーヴァー大統領は古典派経済学の信奉者であり、国内経済において自由放任政策や財政均衡政策を採った。その一方で1930年にはスムート・ホーリー法を定めて保護貿易政策を採り、世界各国の恐慌を悪化させた。1931年、クレディタンシュタルトの倒産を受けて6月からフーヴァーモラトリアムを施行した。合衆国内の銀行は9月に305行が、10月に522行が閉鎖した。9月中旬から10月末にかけてヨーロッパへ金が流出したが、連邦準備制度から出ていった金は総額7億5500万ドル相当であった。この年の純輸出5億ドル超を差し引いての結果であった。流出を防ぐために連邦準備制度は公定歩合を10月9日に1.5%から2.5%に、16日には3.5%に引き上げた。
1932年3月にペコラ委員会が発足し、やがてジャック・モルガンのインサイダー取引を暴いた。同年後半から1933年春にかけてが恐慌の底辺であり1933年の名目GDPは1919年から45%減少し、株価は80%以上下落し、工業生産は平均で1/3以上低落、1200万人に達する失業者を生み出し、失業率は25%に達した。閉鎖された銀行は1万行に及び、1933年2月にはとうとう全銀行が業務を停止した。家を失い木切れで作った掘っ立て集落は恨みを込めて「フーバー村」と呼ばれ、路上生活者のかぶる新聞は「フーバー毛布」と言われた。景気が底を打って、クローズド・エンド型もとい財閥の投信会社は、電力・ガス事業から資本を引揚げ、その保有銘柄を一般産業に分散し、結果として保有銘柄数を増やした。

### 住宅所有者貸付公社
連邦準備制度の成立から、中央準備市銀行のバンカーズ・バランスは対預金総額比を下げ続けていたが、横ばいとなる1920年代でも3割を維持した。1920年代に不動産抵当貸付を積極的に行った地方銀行と準備市銀行は、1933年2月取り付けに応じるためニューヨークのコルレス銀行から銀行間預金を大量に引き出した。ニューヨーク市銀行は一般の預金者による預金払い戻しに加えて、銀行間の引き出しも被ったのである。この金融システムに沿って、不動産抵当貸付を焦げつかせた銀行からニューヨークへ倒産が連鎖した。貯蓄貸付組合が保有する資産は流動性が低かったので、組合は商業銀行からのコールマネーで補っていた。1929年後半と1930年代初め、商業銀行は組合への短資供与を断るようになった。むしろ組合から貸しはがそうとした。組合はどんどん倒産した。相互貯蓄銀行は銀行間預金をあてにしなかったので小規模な倒産にとどまった。連邦住宅貸付銀行が設立されても不動産市場の崩壊は止まらなかった。そこで住宅所有者貸付公社（Home Owners' Loan Corporation）が創設された。寛大にも、公社は自社債を焦げついたモーゲージと交換した。もっとも債務者にとっては依然として毎期の利払が減らない方式であった。まさにこのころが非農地不動産抵当流れのピークであった。

### 各地のスタンプ貨幣
1932年10月、ハワーデン（Hawarden, Iowa）が代用通貨を発行した。これは取引するたび3セントの印紙を貼るスタンプ貨幣であった。モデルとなった本来の自由貨幣は周期的なスタンピングで減価し流通を促進するものであった。しかしハワーデンの代用貨幣は長く保有しても減価しないので消費させる仕組みを欠いていた。それでもアメリカで発行されたスタンプ貨幣は、使うときまで減価しないハワーデン方式を踏襲することが多かった。実施は短期間であったが、無担保貨幣でも信用次第で流通することを証明した。本来の自由貨幣はロングアイランドのフリーポート（Freeport, New York）で失業対策委員会が3種類の通貨単位で5万ドル分を発行した。元来の自由貨幣を導入することはカンザス・アイオワの州議会でも検討され、法律も整備された。
1933年2月18日、アラバマ出身のバンクヘッド上院議員（John H. Bankhead II）は、緊急のとき連邦政府も代用通貨の発行を認める法案を提出した。4日後インディアナ州の下院議員ピーテンヒル（Petenhill）も提出した。これらは実施されることがなかった。自由貨幣で年金基金を再建する計画もあったが（Ham and Eggs Movement）、州議会で否決された。本来の自由貨幣、支払うときだけスタンプが押される貨幣およびその他をふくむ緊急通貨を、アーヴィング・フィッシャーが理論的に支えていた。彼がディーン・アチソンに緊急通貨を後押しするよう打診した。しかしアチソンは地方分権につながることを危惧し、後述のルーズベルト大統領と協議した。1933年3月4日、ルーズベルトは緊急通貨を禁止した。

### ニューディール政策

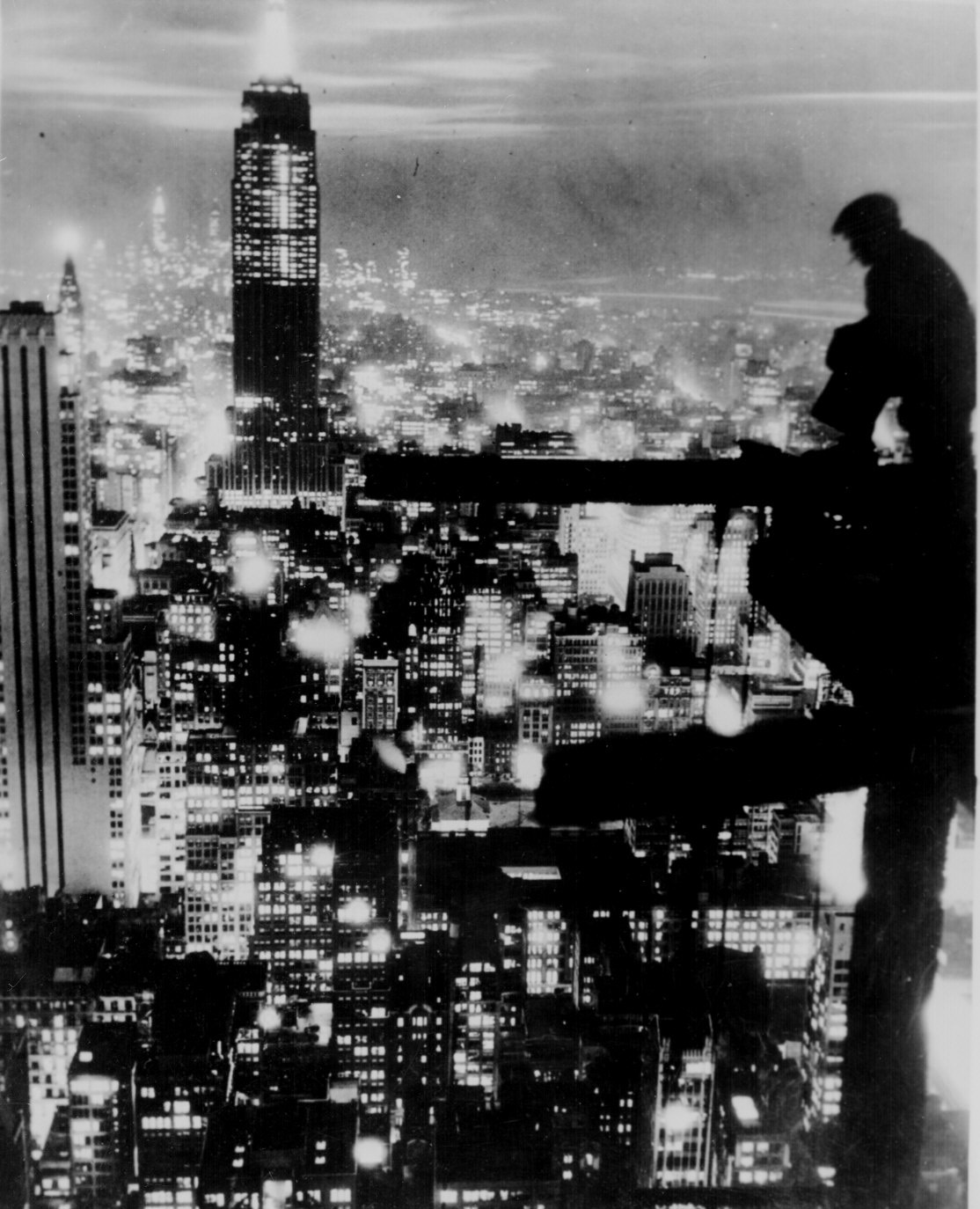
ニューディール政策によりアメリカの経済は一時的ではあるが回復傾向に転じた。写真は活気が戻りつつある1935年のニューヨーク

民主党のフランクリン・ルーズヴェルトは、現職大統領フーヴァーの財政政策を批判し、ニューディール政策と称する財政拡大政策を主張して1932年の選挙に当選し大統領となった。大統領就任後直ちにルーズベルトは公約を翻し、修正資本主義に基づき、テネシー川流域開発公社を設立、さらに農業調整法や全国産業復興法を制定した。この今日的意味のニューディール政策はその後労使双方の反発があり、規模が縮小されるなどした。それでも記録的なものとなり、フーバー政権の1930会計年度の歳出予算は対GDP比3.4%程度だったが、1934年にルーズベルト政権は10.7%まで引き上げた。
農業調整法のトマス附属書は、大統領がマネーサプライを増やそうとするとき連邦準備制度の連邦公開市場委員会に30億ドルまで米国債を買わせることができるようにした。資金は財務省の発行するグリーンバックという政府紙幣であった（greenbacks）。これは金銀比価にルーズな金銀複本位制であった。欧州各国が第一次世界大戦で合衆国に負った債務の一定額を銀貨で弁済する便宜が図られたのである。
1930年代後半には再び危機的な状況となった。多くの労働組合が賃金の切り上げを要求、実質賃金の切り上げ（ワグナー法）は他の大勢の労働者の解雇につながった。1936年、すでにインフレ傾向にあったことを警戒したFRBは金融引き締めに転じ預金準備率を2倍に引き上げた。米国の債務残高はGDP比40%という前代未聞の水準に達したため、ルーズベルト大統領とヘンリー・モーゲンソー財務長官は財政均衡に舵をきった。1936-38年にはGDP比5.5%の財政赤字を解消した。しかしこの1937年の財政支出大幅削減予算により1938年は不況になり、実質GDPは11%下がり失業率は4%上昇し、「ルーズベルト不況」と呼ばれることになる。アメリカのGDPは1936年に恐慌前の水準に回復したものの37年不況により再び34年の水準まで逆戻りして、1941年まで恐慌前の水準に回復することができなかった。ニューディール期間中財政支出赤字の対GNP比が10%を超えた年は2度である。アメリカ経済の本格的な回復はその後の第二次世界大戦参戦による莫大な軍需景気を待つこととなる。太平洋戦争が起こり、連邦政府はようやく見境のない財政支出を開始し、また国民も戦費国債の購入で積極財政を強力に支援した。1943年には赤字が30%を超えたが失業率は41年の9.1%から44年には1.2%に下がった。しかしダウ平均株価は1954年11月まで1929年の水準に戻らなかった。

### 会計監査
投資家保護のために公開基準と収益性が重視され、1934年証券取引所法が制定されて証券取引委員会（SEC）が設置された。公認会計士の法的監査が制度化されて、監査の基準となる米国会計基準の制定が決定する。会計原則を制定するために会計手続委員会（CAP）が設立され、アメリカ会計士協会（AAPA）とアメリカ会計学会が積極的に関与した。
株価暴落の原因として、金融商品の資産の恣意的な再評価があったという分析がなされた。このためにアメリカの会計は資産の再評価が認められず、1970年代まで取得原価基準が採用された。
恐慌の発生以降も各国での通貨問題を解決するための多くの試みがなされたが恒常的な協調体制が構築されたわけではなく、結局外為相場の国際的調整は第二次世界大戦後のIMF設立を巡る議論の中に送り込まれることとなった。第一次世界大戦後、世界恐慌まで続いていた軍縮と国際平和協調の路線は一気に崩れ、第二次世界大戦への大きな一歩を踏み出すこととなった。

## 世界経済への波及

### イギリス
世界恐慌のあおりでシティ・オブ・ロンドンの債権は焦げついた。即座に短資が逃げ、イングランド銀行には兌換のため人が殺到した。ここで2つの報告書が提出され、ポンドの安定とシティの権威を揺さぶったのである。報告書の一つをマクミラン報告という。1929年、金融産業委員会（通称マクミラン委員会）が設置された。スコットランド出身の元裁判官であるマクミラン卿（Hugh Macmillan）が座長となり、英国の経済実態を精査して、ジョン・メイナード・ケインズを主筆に報告書を作成した。マクミラン報告は、シティの資本がイギリス国内の産業に振り向けられず海外投資へ傾いていたことを糾弾した。もう一つをメイ報告書という。1931年2月にメイ委員会が設置された。保険業界の重鎮であったジョージ・メイ（George May）が座長となり、財政収支展望と歳出削減案を提示することになったのである。作成されたメイ報告書が「抜本的な」歳出削減案の必要性を唱えた。世界の投資家と内外の世論が報告書に解釈を与えた。ポンドは国内へ投下されないから、この価格を伝統的なデフレ政策で支えても財政赤字を免れないというのである。金本位制の瓦解は時間の問題となり、空前の金流出が起こった。
労働党のマクドナルド内閣は失業保険の削減など緊縮財政を敷くがその政策から労働党を除名され、代わりに保守党と自由党の援助を受けてマクドナルド挙国一致内閣を組閣する。それとほぼ同時期の1931年9月21日、ポンドと金の兌換を停止、いわゆる金本位制の放棄を行った。なおイギリスが金本位制の放棄を行ったのをきっかけに金本位制を放棄する国が続出、1937年6月にフランスが放棄したのを最後に国際的な信用秩序としての金本位制は停止した。
勢力にかなりの蔭りが出ていたイギリスでは広大な植民地を維持していくことができずウェストミンスター憲章により自治領と対等な関係を持ち、新たにイギリス連邦を形成した。イギリスはこれを母体にブロック経済政策を推進していくことになる。ただしインド帝国はブロック経済下でも東アジアと密接な経済関係にあったことが知られる。

### イタリア
イタリアは元々第一次世界大戦直後から経済混乱に陥りミラノ株式取引所も不振が続いていたため、逆に世界恐慌の影響はほとんど受けず、多くのイタリア人は株価大暴落の知らせを聞いても、「ああそうか」というだけで今までどおり暮らしていたと言う。
1861年に統一されたばかりのイタリアは第一次世界大戦で領土を獲得できると期待していたが徒労に終わった。イタリアでは共産主義と国粋主義の対立が長引いていたが、ムッソリーニの組閣によりファシスト党の一党独裁が始まって以降、イタリアでは共産主義者の大半は国外に逃亡し、ストライキによる鉄道の遅延は解消された。ファシストは古代ローマの栄光を取り戻すことを目指していたが、現実のイタリアは荒廃しており、国民が豊かになるためのチャンスは他国へ移民することであった。ファシスト政権は公共土木工事と産業統制による中小企業の整理統廃合に注力し、政権は独身者への課税と母親への褒賞により出生率は向上した。
ファシスト政権は、当時多くの産業証券を保有していた大手銀行を国有化し、政府と大企業の代表者からなる組織を数多く設立した。彼らにより経済政策が討論され、政府部門と企業部門を調整することで物価と賃金を操作することに成功した（コーポラティズム）。1930年代を通じてイタリア経済はコーポラティズムと自給自足モデルを維持したが、エチオピア侵攻およびスペイン内戦への支援を通じてイタリア経済は軍備需要に従属する傾向を強めた。1938年までに総労働者数2,000万人のうち公共部門で雇用されていたのは100万人であり、労働者の5.18％に相当した。

### フランス
フランスは第一次大戦の賠償金として1320億金マルクをドイツに請求し、約200億金マルクに相当する現物給付を受けていたが、現金での支払いを求め1923年1月11日にルール地方を占領していた。フランス政府はドイツからの賠償支払いを前提に大幅な赤字財政をとっており、賠償金の支払いが期待できないことが明らかになり始めた1923年以降、フランスは為替相場で下落しインフレが昂進した。1924年6月、ガストン・ドゥメルグが大統領となった。1926年から翌年にかけて景気後退を示すような諸指標が見られたが、1927年春以降改善に向かい、フランスの工業生産は1930年まで上昇した。
1928年には金為替本位制に復帰したがイギリスが旧平価で復帰したのに対し、フランスはフラン安の新平価で復帰したため経常収支は黒字化し、また金為替本位制に否定的な立場から金の流入政策をとり、対外投資を引き上げ、経常収支の黒字を金で受け取ることを求めた。このフランスの金の吸収はとりわけロンドンの金準備への圧力となった。
フランス経済は世界恐慌の影響を1931年まで逃れることに成功した。すなわち、フランス植民地金融社の経営危機まで堅調だった。1931年9月21日にイギリスが金本位からいちはやく離脱しポンドの平価切下げ（チープマネー政策）を実施して以降、フランス経済は明確に下降し、すべての指標が恐慌の進行を示した。外国貿易は持ちこたえフランス銀行の金準備はなお増え続けたが、失業は増大し物価は卸売物価も小売物価も著しく低下した。労働時間給はゆるやかに下降を始め、株式相場の崩壊は顕著であった。1931年7月に始められた原料と食料品に対する輸入数量割当制度が、イギリスの金本位離脱に続く6か月間にさらに拡大され、1932年2月にはフランスで小麦粉に使用される小麦の90%が国内産であることを義務付ける法案が成立した。
1935年5月、仏ソ相互援助条約を締結。そしてコミンテルンの指導を受けたレオン・ブルム人民戦線内閣を組閣する。人民戦線内閣は当初平価切り下げを渋ったが、やがて物価の不安定なまま実施して国際連盟から失策を指摘された。

### ドイツ

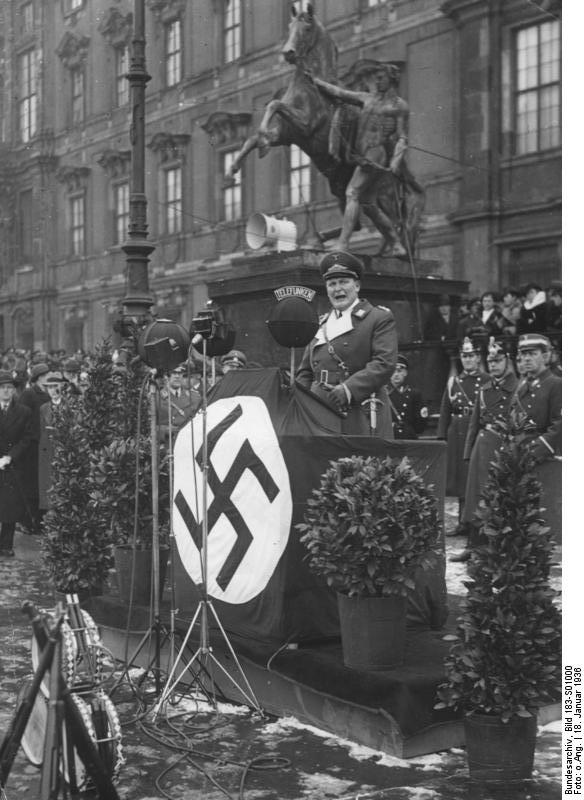
世界恐慌で国民の生活がどん底に叩き落されたドイツでは、アドルフ・ヒトラー率いるナチズムの台頭を招く。

ヴァイマル共和政時代のドイツは第一次世界大戦の敗戦で連合国から巨額の賠償金を請求され、フランスのルール占領に伴うハイパーインフレーションにより、従来の賠償金徴収体制が崩壊したことは明らかとなった。このためアメリカを賠償金支払いプロセスに参加させることで円滑な支払いが可能になり、またアメリカをはじめとする外国資本がドイツに導入され、ドイツ経済は回復傾向が続いていた。
しかし大恐慌によってドイツ経済は再び深刻な状態へ陥った。アメリカ資本は次々と撤退し、復興しかけていた経済は一気にどん底に突き落とされた。失業率は40パーセント以上に達し銀行や有力企業が次々倒産、大量の失業者が街に溢れ国内経済は破綻状態となる。さらに1931年3月23日に、ドイツがオーストリアと締結した関税同盟をヴェルサイユ条約違反だと非難したフランスが、制裁としてオーストリアから資本を引き揚げたことがきっかけとなりオーストリア最大の銀行クレジット・アンシュタットが破綻したことは欧州全体に深刻な金融危機をもたらした。さらに賠償問題を解決するため、新たに検討されたヤング案に対する反発は、国家社会主義ドイツ労働者党（ナチス）の躍進をもたらした。ハインリヒ・ブリューニング首相はこの危機にデフレーション政策で対応しようとしたため、かえって経済危機は深刻となった。ブリューニングが解任された後のフランツ・フォン・パーペン内閣とクルト・フォン・シュライヒャー内閣では、雇用拡大政策による経済安定化を図ろうとしたが、政権基盤が不安定であったために十分な成果を上げられないまま退陣した。
1933年、1月30日ヒンデンブルク大統領はヒトラーを首相に任命した。ヒトラーらとナチ党は、ドイツ国会議事堂放火事件を口実にドイツ共産党やドイツ社会民主党を弾圧し、ドイツ国内の権力を掌握した（ナチ党の権力掌握）。この間、前内閣で採用された雇用拡大政策と、6月からの第一次ラインハルト計画、9月からのアウトバーンの建設、秘密再軍備などで失業者は急速に減少した。ドイツの恐慌からの回復はイギリスやアメリカに比べても極めて早く、同時代人の注目を集めた。これらの資金はメフォ手形などの手形を利用する特殊なものであった。しかしヒトラーにとって経済政策は「すべてを軍に」向かわせるためのものであり（ナチス・ドイツの経済）、1936年から開始された第2次四カ年計画では自給自足経済（閉鎖経済）体制と、さらなる軍備拡大が継続された。チェコスロバキア問題などの軍事行動で政府の債務は膨らみ、1938年には2度支払い不能になる事態となった。インフレ圧力が再び強まる中、拡張政策が継続されることになる。

### 日本
1929年2月に金本位制に復帰したばかりの日本は色々な思惑から、世界経済混乱の中で正貨を流出させた。
第一次世界大戦の戦勝国の1国となり、大戦景気で日本経済は安定していたものの、戦後恐慌や震災恐慌、昭和金融恐慌によって弱体化していた日本経済は、世界恐慌（昭和恐慌）の発生とほぼ同時期に行った金解禁の影響に直撃され、それまで主にアメリカ向けに頼っていた生糸の輸出が急激に落ち込み、危機的状況に陥る。都市部では多くの会社が倒産し就職できない者や失業者があふれた（『大学は出たけれど』）。恐慌発生の当初は金解禁の影響から深刻なデフレが発生し、農作物（特に繭）は売れ行きが落ち価格が低下した。1935年まで続いた冷害・凶作、昭和三陸津波のために疲弊した農村では娘を売る身売りや欠食児童が急増した。1935年に公共土木事業が打ち切られ、生活できなくなり大陸へ渡る人々も増えた。
高橋是清蔵相による積極的な歳出拡大（一時的軍拡を含む）や1932年より始まる農山漁村経済更生運動（自力更生運動）、1931年12月17日の金兌換の停止による円相場の下落もあり、インドなどアジア地域を中心とした輸出により1932年には欧米諸国に先駆けて景気回復を遂げたが、欧米諸国との貿易摩擦が起こった。1932年8月にはイギリス連邦のブロック政策（イギリス連邦経済会議によるオタワ協定）による高関税政策が開始されインド・イギリスブロックから事実上締め出されたことから、日本の統治下となっていた台湾や、日本の支援を受け建国されたばかりの満州国などアジア（円ブロック）が貿易の対象となり、重工業化へ向けた官民一体の経済体制転換を打ち出す。日中戦争が始まった1937年には重工業の比率が軽工業を上回った。さらには1940年には鉱工業生産・国民所得が恐慌前の2倍以上となり、太平洋戦争におけるイギリスやアメリカ、オーストラリアなどに対する優勢が続いていた1942年夏まで景気拡大が続いた。ただし戦時下の統制経済下であり、生活物資不足となっていた。
1931年12月の高橋蔵相就任以来、積極的な財政支出政策（ケインズ政策）により日本の経済活動は順調に回復を見せたが1935年頃には赤字国債増発に伴うインフレ傾向が明確になり始め、昭和11年（1936年）年度予算編成は財政史上でも特筆される異様なものとなった。高橋（岡田内閣）は公債漸減政策を基本方針とした予算編成方針を1935年6月25日に閣議了解を取り付けたものの、軍部の熾烈な反発にあい、大蔵省の公債追加発行はしないとの方針は維持されたものの特別会計その他の組み換えで大幅な軍備増強予算となった。結局この予算は議会に提出されたものの、翌1936年1月21日に内閣不信任案が提出され議会が解散し不成立となった。実行予算準備中の2月26日に二・二六事件が発生し高橋の公債漸減主義は放棄されることになった。
経済政策では1931年（昭和6年7月公布）の重要産業統制法による不況カルテルにより、中小産業による業界団体の設立を助成し、購買力を付与することで企業の存続や雇用の安定をはかった。また大企業を中心に合理化や統廃合が進んだ。重要産業統制法はドイツの「経済統制法」（1919年）を基に包括的立法として制定され、同様の政策はイタリアの「強制カルテル設立法」（1932年）、ドイツの「カルテル法」（1933年）、米国の「全国産業復興法」（1933年）などがある。1920年代の救済土木事業に引き続き1930年代にかけては時局匡救事業として、数多くの大規模プロジェクトが実施された
。

### 中国
中国は当時南京国民政府の成立（1928年）当初であり、清朝以来の幣両制を元制に移行させつつある段階であった。中華民国の主要な港湾はすべてイギリスにより支配されており、関税自主権を持たない状況にあった。
中華民国は銀元を用いる最後の銀本位制採用国であった。世界恐慌で銀価格が暴落し輸入商品の価格を騰貴させたが、世界では銀需要国として銀相場が比較的高かったので世界中の銀が中国へ流れ込み（1929年から1931年に3.4億元）さらに物価を上昇させ、農村から経済を破壊してゆき、やがて工業製品も売れなくなっていった。
1931年9月に立て続けに発生した満州事変（9月18日～1933年5月31日の塘沽協定）とイギリスの金本位制度離脱（9月21日）は中華民国の経済にとって負の画期であり、国際交易ではそれまでの銀流入傾向が流出に転じ、物価の下落や商工業・海外貿易の縮小に見舞われた。
またアメリカの1933年農業調整法のトーマス修正条項は大統領がマネーサプライを増やそうとするとき連邦準備制度の連邦公開市場委員会に30億ドルまで米国債を買わせることができるように規定しており、アメリカが銀の法定備蓄を開始すると（Silver Purchase Act of 1934）、国際市場での銀価格は急騰した。中国から大量の銀が流出し、国内金利は高騰した。そして物価が下落したり、銀行が倒産したりした。

### ソ連
ソ連は社会主義国家だったため、主要国の中でただ一国、世界恐慌の影響を全く受けず非常に高い経済成長を続け、1930年にはGDP2523.3億ドルでイギリスを超えて世界第2の経済大国になった。以後、スターリンの推進する五カ年計画で着々と工業化を進めていった。ソビエトのプロパガンダもあり、自由主義諸国の研究者の中には社会主義型の計画経済に希望を見出す者も多く出たが、実際にはホロドモールや食糧の徴発でポーランドに脱出するロシア人の漸次増加が起きていた。極東・シベリア開発には政権により意図的に作り上げられた「にわか囚人」が大量に動員された。
世界各国が大恐慌に苦しむ中、計画経済で経済発展を続けるソ連（ソビエト社会主義共和国連邦）とヨシフ・スターリン書記長の神格化傾向が進んだ。大恐慌下で救いを求める人々の一部は共産主義に希望的な経済体制を夢見た。特に英国の上流階級で裏切りが続出し、スパイになる人材が輩出されたことは冷戦時代に大きな意味を持った。

## 世界恐慌期の各国工業生産の推移
| 年     | アメリカ | イギリス | フランス | ドイツ | 日本 | ソ連 |
| ------ | -------- | -------- | -------- | ------ | ---- | ---- |
| 1928年 | 93       | 94       | 91       | 99     | 90   | 79   |
| 1929年 | 100      | 100      | 100      | 100    | 100  | 100  |
| 1930年 | 81       | 92       | 100      | 86     | 95   | 131  |
| 1931年 | 68       | 84       | 89       | 68     | 92   | 161  |
| 1932年 | 54       | 84       | 69       | 53     | 98   | 183  |
| 1933年 | 64       | 88       | 77       | 61     | 113  | 198  |
| 1934年 | 66       | 99       | 71       | 80     | 129  | 238  |
| 1935年 | 76       | 106      | 67       | 94     | 142  | 293  |

(1929年=100）

## 世界恐慌前後の各国貨幣用金の分布状況の推移
| 年        | アメリカ | イギリス | フランス | ドイツ | 日本 | 世界総計 |
| --------- | -------- | -------- | -------- | ------ | ---- | -------- |
| 1925年末  | 4,399    | 814      | 978      | 316    | 576  | 10,244   |
| 1926年末  | 4,492    | 845      | 978      | 464    | 562  | 10,496   |
| 1927年末  | 4,379    | 842      | 977      | 471    | 542  | 10,602   |
| 1928年末  | 4,141    | 836      | 1,271    | 676    | 541  | 11,052   |
| 1929年末  | 4,284    | 791      | 1,641    | 569    | 542  | 11,272   |
| 1930年末  | 4,593    | 792      | 2,099    | 552    | 412  | 11,756   |
| 1931年6月 | 4,956    | 865      | 2,212    | 359    | 424  | 12,078   |

単位:100万ドル、イギリスは連合王国およびアイルランド含む。（出典:League of Nations,Statistical Year Book,1931-2,pp.266-9）

## 社会科学における解釈とその影響

### 政治経済学
世界恐慌は「基軸通貨交替」「覇権国交替」に伴う当然の、あるいは必然的な事態と考えられる。英仏を中心とする世界体制が第一次世界大戦で崩れ、米国が覇権国になる途中の出来事であった。世界の富を集めた結果として世界的に通貨が必要であったが、金本位制のもとで通貨創造が出来ない各国は米国からの資金還流を待つしかなかった。しかし米国には覇権国の責任を受ける準備が出来ておらず、国際連盟には参加せず、ドイツなどの経済的苦境を放置した。さらに「真正手形原理によるデフレ政策」を取り、米国の繁栄を世界各国に分かち合うことがなかったため、世界各国の経済的苦境が結局米国自身に跳ね返った。貨幣収縮によって米国の生産量に見合うだけの支払うべき資金（有効需要）がどこにもないからである。米国はインフレを受容して、その本位金保有高以上の資金創造を海外に投資することで国際分業を促進しなければならない立場にありながら、むしろ投資資金を引き上げることで世界各国の流動性を枯渇させた。モンロー主義（孤立主義）が優勢で、ウッドロウ・ウィルソンの国際主義ではなかった。第一次世界大戦の参戦も、ルシタニア号事件とツィンメルマン電報事件が必要であった。第一次世界大戦後でさえ、ウィルソンが設立に尽力した平和のための国際組織「国際連盟」には上院の反対で参加できなかった。
レンテンマルクを発行しドイツの天文学的インフレ（レンテンマルク発行直前で1$=4兆2000億マルク）を収束させたワイマール共和国のグスタフ・シュトレーゼマンの功績は結局彼の死とともに水泡に帰し、国家社会主義ドイツ労働者党（ナチス）の勃興を促した。
軍事ケインズ主義を取ったドイツ・イタリア・日本などが急速に復興し、米国のニューディール政策は景気の回復に結び付くには小さすぎたため、状況を好転させたが完全に癒すには至らなかった。ニューディールはケインズ主義の需要喚起策の成功と考えられ、事実、状況を好転させたが、FRBが当初、金準備の海外流失を阻止すべく金利レートを引き上げ、結果として国内のマネーサプライを激しく削り、のちルーズベルトの金本位離脱（1933年4月）以降、国内の銀行に経営危機が訪れるにしたがい金利レートを下げたものの様々な理由で金融緩和を十分に行わなかった。バーナンキによれば、これは連邦準備理事会で「信用があまりに多すぎる、銀行が多すぎる」という清算主義者理論が信じられていたこと、株式市場の投機を止めることを望んでいたこと、金本位制を維持したいという考えがあったことなどが原因であったという。
結果として大恐慌による悪影響を完全に消去するに充分な、財政・金融拡張政策は組まれなかった。ケインズ自身も自覚していたように、戦争と戦時国債発行によるマネーサプライが強力に余剰生産力を解消したのである。そういう意味で1929年に始まった世界恐慌は第二次世界大戦の素地を作ったと言える。事実、ニューディールは世界経済の需給ギャップを埋めるにはあまりにも小さく、財政出動に慎重でありすぎ、期間も十分ではなかった。アメリカは第二次世界大戦によってようやく後先を考えない政府支出を始め、国民もまた強力に政策を支持したことによりようやく不況から脱却し、飛躍するのである（参照：軍事ケインズ主義）。

### 経済学
マルクス経済学では、資本主義諸国の経済の有機的連関によって、資本主義経済の矛盾も世界的に爆発的に広がる危険性を持つという。当時は「市場は自身で調整を行う機能を持っており、政府の介入は極力すべきではない」という自由放任主義の考え方が主流であった。また、オーストリア学派などによって大恐慌は蓄積した市場の歪みを調整するための不可避の現象であるという見方もなされた。しかし、このような考え方では1930年代に世界が直面した大恐慌を説明し世界経済を救い上げる手立てを提供することができず、新しい経済理論が求められた。
行政府による財政出動による経済刺激策はフランス革命前後の啓蒙思想の頃から盛んに議論されてきた論題であったが、古典派経済学の過少消費説への勝利以降、政府の介入は民間の経済活動を圧迫するだけであるとの考えが通説となった（クラウディングアウト）。大恐慌の発生以降、再びこの論題がアメリカおよびイギリスで盛んに論議され、アメリカでは共和党のフーバー政権が赤字財政と国債発行に反対し、均衡予算主義のためにクラウディングアウトの議論を援用した。また、イギリスでは保守党政権下の財務省が同様の理論でジョン・メイナード・ケインズの立案になる自由党の提案と対立した。
ケインズは『雇用・利子および貨幣の一般理論』（1936年）の中で、政府による財政出動によって、失われた雇用の創出と有効需要の創出が可能であり、投資の増加が所得の増加量を決定するという乗数理論に基づき、減税・公共投資などの政策により投資を増大させるように仕向けることで、回復可能であることを示した。また経済学的により重要な貢献は、通貨の価値を金塊から切り離し、物価と金融市場の需給（名目金利）に通貨の価値を直接結び付ける管理通貨制度の有効性を論証して見せた点にある。後者の理論的価値についてはアメリカ議会や国際会議では十分に理解されず、ケインズの提唱するバンコールは採用されず、戦後の国際通貨体制は金塊との兌換を保証されたドルを機軸とし各国通貨がそれにリンクするブレトンウッズ体制が採用される。
反ケインジアンの筆頭とされるマネタリストのミルトン・フリードマンは、ニューディール政策が直接雇用創出を行ったことは緊急時の対応として評価するものの、物価と賃金を固定したことは適切ではなかったとしている。